# Edward Szewczuk

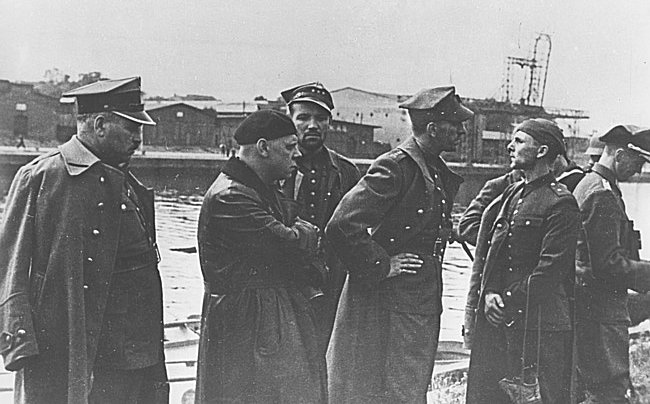
Polscy oficerowie po kapitulacji Westerplatte, 7 września 1939.
Od lewej: chor. Edward Szewczuk, por. Stefan Grodecki, kpt. Mieczysław Słaby, kpt. Franciszek Dąbrowski, ppor. Zdzisław Kręgielski

Edward Szewczuk (ur. 18 lutego 1892 w Podhorcach, zm. 31 marca 1964) – chorąży Wojska Polskiego II RP, obrońca Westerplatte, odznaczony Orderem Virtuti Militari. 
Jako jeniec przebywał kolejno w Stalagu I A, Oflagu XVIII B w Wolfsbergu i Oflagu II C w Woldenergu.
Został pochowany na cmentarzu w Gliwicach-Bojkowie.

## Odznaczenia
- Brązowy Medal Za Długoletnią Służbę
- Srebrny Medal Za Długoletnią Służbę
- 1953 Srebrny Krzyż Orderu Virtuti Militari
- 1960 Złoty Krzyż Zasługi